# Synallaxe de la Perija
Asthenes perijana
Espèce
Synonymes
- Schizoeaca perijana Phelps, 1977

Statut de conservation UICN

 EN B1ab(i,ii,iii); D : En danger
Le Synallaxe de la Perija (Asthenes perijana) est une espèce de passereaux de la famille des Furnariidae. Il est aussi appelé Fournier de Perija ou Synallaxe des Periya.

## Répartition
Le Synallaxe de la Perija se rencontre dans la serranía de Perijá en Colombie et au Venezuela. Il vit dans le sub-paramo et dans la végétation buissonneuse entre 2 950 et 3 400 m d'altitude.

## Taxinomie
Le Synallaxe de la Perija a été décrit par William Henry Phelps Jr. en 1977 sous le nom Schizoeaca perijana.
Il est considéré par certains auteurs comme une sous-espèce de Asthenes fuliginosa le Synallaxe à menton blanc.

## Publication originale
- Phelps, 1977 : Una nueva especie y dos nuevas subespecies de Aves (Psittacidae, Fumariidae) de la Sierra de Penja cerca de la divisoria Colombo-Venezolana.Boletín de la Sociedad Venezolana de Ciencias Naturales, vol. 33, n. 134, p. 43-53.